# Associazione medica mondiale
L'Associazione Medica Mondiale (AMM), anche nota nelle tre lingue ufficiali dell'associazione come Association Médicale Mondiale o AMM (francese), Asociación Médica Mundial o AMM (spagnolo) e World Medical Association o WMA (inglese), è un'organizzazione internazionale di medici fondata formalmente il 17 settembre 1947 a Parigi. Il fine dell'associazione è quello di contribuire a raggiungere e diffondere i più alti standard internazionali nell'educazione medica, nella scienza, nell'etica e nella cura della salute umana.
Nel 2019 la AMM ha avuto rappresentanti di 122 associazioni mediche nazionali e rappresenta più di 10 milioni di medici. La sede si trova a Ferney-Voltaire in Francia vicino alla città di Ginevra.
Inglese, spagnolo e francese sono le lingue ufficiali sin dalla sua fondazione.

## Storia
L'AMM è stata fondata il 18 settembre 1947 a Parigi, a seguito dell'incontro di medici provenienti da 28 paesi, durante la prima Assemblea Generale dell'AMM. Questa organizzazione fu creata grazie a un'idea originatasi presso la sede della British Medical Association nel 1945, in una riunione tenutasi a Londra per avviare piani per un'organizzazione medica internazionale, che avrebbe dovuto sostituire l'Association Professionnelle Internationale des Médecins, le cui attività erano state sospese a causa della Seconda Guerra Mondiale.
Sono state definite sin da subito le lingue ufficiali dell’associazione e sono tuttora le stesse.
È stato inoltre concordata la pubblicazione di un bollettino che avrebbe rappresentato l'organo ufficiale della AMM.
Per facilitare il sostegno finanziario delle associazioni aderenti, nel 1948 il Comitato esecutivo, conosciuto come il Consiglio, ha stabilito il Segretariato dell'AMM a New York al fine di fornire uno stretto rapporto con le Nazioni Unite e le sue varie agenzie. La Segreteria della AMM rimase nella città di New York fino al 1974, quando, per ragioni economiche e al fine di operare in prossimità delle organizzazioni internazionali con sede a Ginevra (OMS, OIL, ICN, ISSA, ecc.), venne trasferita nella sua sede attuale a Ferney-Voltaire in Francia. I membri della AMM cominciarono a riunirsi con frequenza annuale in un'assemblea, che dal 1962 porta il nome di "Assemblea Medica Mondiale".
Fin dalla sua istituzione, la AMM ha espresso preoccupazione per lo stato dell'etica medica in generale e nel mondo, assumendosi la responsabilità di stabilire standard etici per i medici di tutto il mondo. Nel 1946, una commissione di studio è stata designata per preparare una "Carta Etica della Medicina", che dovrebbe essere adottata come giuramento o promessa per tutti i medici del mondo all’atto della ricezione del titolo di medico.
Sono stati necessari due anni di studio intenso e di proposte presentate dalle associazioni aderenti per redigere una versione moderna dell’antico Giuramento di Ippocrate, che fu presentata nel 1948 a Ginevra nella II Assemblea Generale.
Finalmente il testo venne approvato e l'Assemblea decise di chiamarla “La Dichiarazione di Ginevra”. Inoltre, nella medesima assemblea venne recepito un rapporto riguardante “i crimini di guerra e la medicina”. Ciò portò il Consiglio a designare un’altra Commissione di Studio che venne incaricata della redazione di un Codice Internazionale di Etica Medica il quale, a seguito di un ampio dibattito, venne approvato nel 1949 da parte della III Assemblea Generale.
Anche successivamente all'approvazione di questi documenti, la AMM venne costantemente informata riguardo alle violazioni dell’etica medica, i crimini commessi dai medici in tempi di guerra, la sperimentazione umana non etica, altri problemi nel campo dell'etica medica e riguardo ai diritti dei medici.
Ciò ha portato il Consiglio a istituire un comitato permanente per l'etica medica nel 1952, il quale, come si può vedere nelle dichiarazioni dell'AMM e dai suoi costanti aggiornamenti, continua a lavorare attivamente sull’argomento sin da allora.

## Struttura
L'organo principale che prende le decisioni nella AMM è l'Assemblea Generale che si riunisce annualmente. L'AMM si compone di delegazioni di associazioni nazionali membri, funzionari, membri del Consiglio della AMM e rappresentanti dei membri associati (i Membri Associati sono singoli medici che fanno parte della AMM).

### Assemblea Generale
L'Assemblea elegge il Consiglio della AMM ogni due anni, con i rappresentanti di ciascuna delle sei regioni dell'AMM, vale a dire Africa, Asia, Europa, America Latina, America del Nord e del Pacifico. Inoltre ogni anno elegge il presidente dell'AMM che rappresenta il capo cerimoniale della AMM. Il Presidente, il Presidente Eletto e l'ex presidente formano il Presidio che è disponibile a parlare a nome dell'AMM e a rappresentarla ufficialmente.

### Consiglio
Ogni due anni, il Consiglio dell'AMM, escluso il Presidio, elegge un presidente che è il capo politico dell'organizzazione. Come direttore esecutivo di una delle unità operative dell'AMM, il Segretario Generale ha un lavoro a tempo pieno presso la Segreteria ed è nominato dal Consiglio dell'AMM.

### Membri
I membri di cui si compone la AMM sono i seguenti:
- Membri costituenti: sono le associazioni nazionali di medici provenienti da diversi paesi del mondo (a volte queste organizzazioni sono chiamate associazioni mediche nazionali). Queste associazioni sono ampiamente rappresentative dei medici del singolo paese e, in base al paese di riferimento, sono organizzate in camere, ordini, consigli, associazioni private, ecc. Alcune di esse hanno l’obbligo di affiliazione e altre sono dei sindacati.
- Membri Associati: si applica ai singoli medici che vogliono unirsi all'AMM, che hanno diritto di voto in occasione dell'Assemblea dei membri associati e il diritto di partecipare all'Assemblea Generale attraverso i rappresentanti eletti dei Membri Associati.

## I progetti in corso
L'AMM è attiva in vari campi, in particolare l'etica, i diritti umani, la sanità pubblica e i sistemi sanitari.
Per quanto riguarda l'etica, la AMM ha diverse dichiarazioni e risoluzioni con le quali cerca di aiutare a guidare le associazioni mediche nazionali, i governi e le organizzazioni internazionali di tutto il mondo. Viene affrontata una vasta gamma di argomenti, come ad esempio i diritti dei pazienti, la ricerca sugli esseri umani, la cura dei malati e dei feriti in tempo di conflitto armato, la tortura dei prigionieri, l'uso e l'abuso di droghe, la pianificazione familiare e la contaminazione.
L'AMM lavora anche nelle aree di educazione medica, pianificazione delle risorse umane in campo medico, sicurezza dei pazienti, leadership e sviluppo di carriera, difesa dei diritti dei medici, medicina e sicurezza sul lavoro, rafforzamento della democrazia nelle nuove associazioni mediche, politiche relative a questioni di salute pubblica, progetti di controllo del consumo di tabacco e vaccinazioni.
L'AMM lavora anche a progetti educativi come il corso di medicina nelle carceri, il corso di aggiornamento sulla tubercolosi o il corso di etica nella resistenza agli antibiotici in collaborazione con la George Mason University e la Società Internazionale per la resistenza antimicrobica.
Nell'ottobre 2019 l'Associazione ha annunciato la sua opposizione all'eutanasia e al suicidio assistito.'

### Pubblicazioni
L'AMM pubblica regolarmente i seguenti documenti, alcuni dei quali in diverse lingue:
- World Medical Journal
- Manuale di Etica Medica della AMM
- World Medical and Health Policy Journal
- Medici Dedicati al Mondo
- Manuali
- Documenti di Informazione

## Relazioni ufficiali
L'attività dell'AMM, di  migliorare l'assistenza fornita ai pazienti di tutto il mondo, è sostenuta dalle associazioni mediche e dei professionisti della salute, da agenzie governative e non governative del settore medico, da enti commerciali sanitari e da associazioni mediche regionali .
L'AMM ha inoltre relazioni ufficiali con l'Organizzazione mondiale della sanità, con le Nazioni Unite, così come con altri corpi dell'ONU e con programmi specializzati che affrontano direttamente problemi della salute. Altri esempi delle vaste relazioni includono UNAIDS, International Labour Organization, International Organization for Migration, UNESCO, UNICEF, FAO, UNHCR e Programma delle Nazioni Unite per l'ambiente.

### Centri accademici (centri cooperanti)
- Centro per la salute globale e la Diplomazia Medica dell'Università del Nord della Florida in Leadership Medica e Diplomazia Medica.
- Centro di studi politici e pratiche mediche internazionali della George Mason University (Virginia) sulla resistenza microbica e lo sviluppo delle politiche di sanità pubblica.
- Istituto di Etica e Storia della Medicina presso l'Università di Tübingen.
- Istituto di Diritto della Salute dell'Università di Neuchâtel, Svizzera.
- Centro di Bioetica Steve Biko, Università di Wiltwatersrand, Johannesburg, Sudafrica.

### Aziende
Bayer, Eli Lilly and Company, GlaxoSmithKline, Pfizer, Inc.

### Risorse educative
Scienze della Salute in linea HSO, Salute InterNetwork (HINARI)

### Organizzazioni internazionali
- Amnesty International - AI
- International Federation of Associations of Pharmaceutical Physicians - IFAPP
- International Federation of Pharmaceutical Manufacturers & Associations IFPMA
- International Hospital Federation - IHF
- International Rehabilitation Council for Torture Victims - IRCT
- Physicians for Human Rights - PHR
- International Society for Health and Human Rights - ISHHR
- World Health Editors’ Network - WHEN
- Public Service International - PSI
- World Self-Medication Industry - WSMI

### Studenti di medicina
- Federazione internazionale delle associazioni di studenti in medicina - IFMSA

### Organizzazioni di pazienti
- International Alliance of Patients’ Organizations

### Organizzazioni professionali
L'AMM è membro del World Health Professions Alliance (WHPA) che unisce e rafforza le relazioni internazionali tra medici (World Medical Association), infermieri (International Council of Nurses), farmacisti (Federazione Internazionale Farmaceutica), dentisti (World Dental Federation) e fisioterapisti (World Confederation for Physical Therapy) per lavorare in sinergia al fine di raggiungere il massimo livello possibile di assistenza sanitaria per tutti i popoli del mondo. Altre relazioni con le organizzazioni internazionali comprendono:
- Guidelines International Network - G-I-N
- International Confederation of Midwives - ICM
- International Council of Medical Scientific Organizations CIOMS
- International Federation of Physiotherapists - WCPT
- Medical Women’s International Association - MWIA
- World Federation for Medical Education - WFME
- World Psychiatric Association- WPA
- World Veterinary Association - WVA
- One Health Initiative
- International Committee of the Red Cross - ICRC
- The International Federation of Red Cross and Red Crescent Societies - IFRC

### Organizzazioni mediche regionali
- African Medical Association - AfMA
- Confederation of Medical Associations of Asia and Oceania - CMAAO
- Conference of the Central and East European Chambers
- European Forum of Medical Associations and EFMA/WHO
- Forum of Ibero-American Medical Associations - FIEME
- Medical Association of South East Asian Nations - MASEAN
- Medical Confederation of Latin-America and the Caribbean - CONFEMEL
- Standing Committee of European Physicians - CPME